# Arnica chamissonis subsp. foliosa
Sous-espèce
Classification phylogénétique
Arnica chamissonis subsp. foliosa est une sous-espèce de Arnica chamissonis, de la famille des Astéracées. C'est une plante herbacée vivace rhizomateuse originaire d'Amérique du Nord.
Elle est considérée par les pharmacopées allemande (DA89) et européenne comme thérapeutiquement équivalente à Arnica montana. Elle a en effet une composition chimique proche, bien que distincte. Elle est beaucoup plus aisée à cultiver et, fleurissant dès l'année de mise en place, beaucoup plus productive. En cas d'alignement des pharmacopée française et autres pharmacopées nationales sur la pharmacopée européenne, il est probable que les cultures d'Arnica chamissonis subsp. foliosa remplaceront la production issue de stations sauvages de Arnica montana,.

## Synonyme
- Arnica foliosa Nutt.